# Kacem El Ghazzali
Pour les articles homonymes, voir Ghazali (homonymie).
Kacem El Ghazzali, né le 24 juin 1990 à Sidi Kacem (Maroc), est un écrivain maroco-suisse connu pour son militantisme athée. Ses écrits mettent l'accent sur l'importance de la liberté de pensée, qui fait souvent défaut dans les pays islamiques.

## Biographie
Kacem El Ghazzali est issu d'une famille berbère soufie. Son grand-père a construit une mosquée dans son village ; son père, dentiste, voulait qu'il devienne un imam. Kacem quitte cependant l'école restrictive du Coran, soutenu par son oncle secrètement athée, qui lui enseigne la littérature occidentale : Marx, Darwin, Spinoza et Voltaire. Le siècle des Lumières le fascine, car il découvre que l'Occident était autrefois aussi esclave du dogme religieux. Bien que le soufisme prêche un islam mystique non dogmatique au sein d'un islam strict, El Ghazzali a constaté que la religion de sa famille était restrictive et contrôlante.
Il se tourne brièvement vers la gauche et commence à bloguer anonymement à l'âge de 17 ans, critiquant l'oppression et la persécution des femmes, des homosexuels et des apostats dans le monde islamique. Après avoir été démasqué, il est persécuté. Il se cache à Rabat, où il réussit à convaincre l'ambassadeur de Suisse par des preuves écrites qu'il est persécuté pour des raisons religieuses. Il se rend ainsi à Genève au printemps de 2011 avec le soutien des libres-penseurs suisses. Depuis, il vit en tant que réfugié en Suisse.
Fin 2017, il reçoit la nationalité suisse. En février 2018, annonce vouloir devenir membre du Parti radical-démocratique.
Il est l'un des rares activistes ouvertement athées du Maroc et un partisan de la liberté, notamment religieuse et sexuelle.

## Blogging et activisme
Jusqu'en 2012, il est l'auteur du blog Bahmut, où il exprime ses opinions athées. Cela lui vaut de recevoir des menaces de mort. Son blog traite de sujets allant de la liberté d'expression à l'islam politique.
Kacem El Ghazzali a dirigé l'association des jeunes du Centre marocain des droits de l'homme. Il est aussi l'un des fondateurs du site cyberdissidents.org et membre du conseil d'administration de l'Association marocaine de blogueurs. En 2012, il lance l'initiative « Masayminch », qui s'adresse aux Marocains qui désobéissent au Ramadan, les encourageant à manger en public (la loi interdit aux Marocains de familles non juives de boire, manger ou fumer en public pendant le Ramadan).
Il est conférencier à la 47e session du symposium de Saint-Gall et membre du « Leaders of Tomorrow-Knowledge Pool ».
Kacem El Ghazzali a publié à plusieurs reprises des articles, notamment dans HuffPost, Le Monde, Neue Zürcher Zeitung, Frankfurter Allgemeine Zeitung, Basler Zeitung, Fondation Richard Dawkins pour la raison et la science,,.

## Les droits de l'homme au Conseil des droits de l'homme de l'ONU
Depuis 2012, El Ghazzali est représentant à Genève de l'Union internationale humaniste et éthique auprès de l'ONU. Il a notamment condamné l'Arabie saoudite pour avoir persécuté des libres penseurs et des libéraux, tels que le poète Hamza Kashgari et le blogueur Raif Badawi. El Ghazzali a également reproché au Maroc de faire taire la voix des athées avec des moyens non constitutionnels .
Lors de la 25e session du Conseil des droits de l'homme, El Ghazzali critique plusieurs États, membres de ce même Conseil, où des « blasphémateurs » sont mis en prison .

## Raif Badawi Foundation
En septembre 2015, Ensaf Haidar a annoncé la création de la Fondation Raif Badawi, nommé d'après son mari. Il purge une peine de dix ans de prison en Arabie saoudite et a été condamné à 1 000 coups de fouet pour ses opinions religieuses et politiques. El Ghazzali a été élu directeur scientifique de la Fondation Raif Badawi pour la liberté.

## Distinctions
- 2017 : élu par la Basler Zeitung comme l'un des 14 intellectuels suisses les plus influents de l'année[4].
- 2018 : élu « personnalité Suisse de l'année 2018 » par le Tages-Anzeiger, aux côtés de 29 autres personnes[17].